# 블랜처드 라이언
블랜처드 라이언(Blanchard Ryan, 1967년 1월 12일 ~ )은 미국의 배우다.

## 참여 작품
- 섹스 앤 더 시티
- 오픈 워터
- 사랑은 너무 복잡해
- 블루 블러드 (드라마)
- 화이트 칼라 (드라마)
- 오렌지 이즈 더 뉴 블랙